# Осада Безансона
Осада Безансона — осада французскими войсками города Безансона в 1674 году в рамках Голландской войны. Безансон являлся столицей территории Франш-Конте, находившейся в то время под властью Испании.

## Предыстория
Первые два года Голландской войны, начавшейся в 1672 году, боевые действия шли в основном на территории Голландской республики. Но в 1673 году голландцам удалось сформировать коалицию против Франции, и, когда Англия решила выйти из союза с ними, французы были вынуждены начать отступление. Весной 1674 года Людовик XIV решил атаковать Франш-Конте во главе армии из 70000 солдат. В то время как маркиз Лувуа планировал сначала взять Доль (Юра), прежде чем атаковать Безансон, Себастьен де Вобан вмешался и посоветовал министру сразу идти на Безансон. В итоге этот план был взят на вооружение.

## Осада
По прибытии на место 26 апреля Вобан решил установить 36 артиллерийских орудий на холме Шодан (Велотт) с видом на цитадель с западной стороны города. Ночью на спинах солдат и мулов пушки были перевезены на холм, и с этого момента город попал под постоянный французский огонь. Город сдался 15 мая, а цитадель — 22 мая.